# 衛斯理系列角色列表
衛斯理系列角色列表，這列表羅列出香港著名作家倪匡所篇寫之科幻小說《衛斯理系列》中，大部分出場超過一本書籍以上的角色，而主要角色，只會簡略介紹。倪震所著的《少年衛斯理》續作《天外桃源》、葉李華所著的《衛斯理回憶錄》及假借倪匡之名的無名氏，所著之《衛斯理系列偽作》出場角色，將會特別標示其出處。
本列表只收錄在多於一個故事中出現過的角色。只於一個故事中出現過的角色，請直接到該故事的條目查閱。

## 主要角色

### 衛斯理
衛斯理，是《衛斯理系列》中的主角，大約1930年代出生於中國江南地區，中學及大學皆在中國內地完成。他先後拜王天兵和揚州瘋丐金二為師學習武術。系列中並沒有直接敘述過衛斯理由中國大陸移居香港的經過，在系列的第一本小說《鑽石花》出場時，他已經定居香港。( 葉李華創作的《衛斯理回憶錄》，則交待1953年衛斯理在北京讀大學時，被中共當局誣告通諜叛國而被拘捕，後在英國軍情六處營救被中共拘禁的英國特工時一同被救出，之後加入軍情六處成為特務，1960年結束特務生涯後移居香港。) 衛斯理隨身戴住一枚紫晶戒指，這是他的個人標誌；圍住腰際的並不是皮帶，而是一條白金絲軟鞭。眼眉粗，性格非常固執。
《地底奇人》和《衛斯理與白素》中，他的表妹王紅紅和一生摯愛白素出場，白素是中國幫會青幫最後一任幫主白老大之女兒。她與衛斯理結婚後，生下一名女兒衛紅綾（「紅綾」在苗語之中意思為野人），但在稚年之時被白素之母陳月蘭奪走，兩夫妻因此精神崩潰，硬生生忘記自己生過女兒的事實。直到多年之後，兩夫妻在苗疆探險時，才找回失散多年的女兒。同時亦得知降頭師藍絲是陳月蘭妹妹陳月梅和何先達之女。
衛斯理精通世界各地的方言、文化以及中國武術，等閒之輩不是他的對手，方便他的冒險需要。他也經常表示自己受過嚴格的中國武術訓練。
在《鑽石花》中，衛斯理曾對付過意大利的黑手黨；在《地底奇人》中，更對付過菲律賓的胡克黨。在《妖火》中，他因協助瓦解一個欲統治世界的野心組織，而獲得國際刑警一份特別證件，內有71個國家最高警察首長的簽名。他曾在多個國家作出違法行為，但大部份最後都得到諒解，只有在《迷藏》中被安道爾公國政府指控謀殺罪(謀殺古堡管理員古昂)而被通緝40年永久不得入境。
系列最後的作品《只限老友》，衛斯理聽聞溫寶裕號召人類移居外星，但到結局仍無答覆。而倪匡的妹妹亦舒作品《朝花夕拾》中，描述衛斯理退休後，移居月球寧靜海去。

### 白素
白素，是《衛斯理系列》中的女主角，大約1938年出生於苗疆地區。白素為人心思細密、沉穩、溫柔，比衛斯理更加有推理能力，為衛斯理的冒險行動幫助不少。

《地底奇人》和《衛斯理與白素》中，白素首次出場，是中國幫會青幫最後一任幫主白老大之女兒。與衛斯理結婚後，生下一名女兒衛紅綾（「紅綾」在苗語之中意思為野人），但在稚年之時被母親陳月蘭奪走，兩夫妻因此精神崩潰，硬生生忘記自己生過女兒的事實。多年之後，在《探險》及《繼續探險》中，兩夫妻在苗疆探險時，才找回失散多年的女兒。同時亦得知自己的身世及降頭師藍絲是陳月蘭妹妹陳月梅和何先達之女。

在《頭髮》(無名髮)中，衛斯理意外地被尼泊爾古廟地下七層石室裡的用頭髮傳送靈魂的裝置將靈魂傳送至外星球去，白素在其身邊等了他六年。

在《賣命》中，白素因對生命配額精彩的演說而被非人協會邀請加入，成為他們的成員。

### 溫寶裕
溫寶裕出身於小康之家，為一位中藥材店老闆溫大富(溫伯如)的兒子，由於其母溫媽媽善於打理生意，故此小寶無需理會生意，能與衛斯理一同探險。同時，由於小寶深得衛斯理與白素的歡心，因此每當衛斯理遇有怪事時，亦會邀請小寶前來參與，令小寶幾乎在每部小說中出現。溫寶裕首次出現在《犀照》中，當時年僅13歲的他與衛斯理到南極探險，一直未遇到太大的危機。至《鬼混》時，溫寶裕約二十歲，當時身在泰國的他被指謀殺「軍事強人」，小寶才遇到生平最大的危機，幸而衛斯理從中營救，證明「軍事強人」是死於降頭術下，小寶方能脫險。不過，小寶卻在此時邂逅藍絲，並一見鍾情，成為了情侶。至《行動救星》時，溫寶裕遇上人生中第二次的危機。當時他與女友藍絲到「長老」所居的「寶地」中，卻被「長老」操縱其思想，令他思想變得極端，曾試圖殺死全球百分之九十九的人口，又曾企圖把大部份地球人變成跳蚤，以減少地球人口，避免地球因人口過多而滅亡。幸好，至大結局時，小寶不再受「長老」控制。最後，他選擇與衛斯理一家移民外星。

### 郭則清(小郭)
小郭最初於衛斯理的出入口公司工作，衛斯理認識他比認識白素更早。為人十分機警，曾跟著衛斯理幹過一些冒險的勾當。在《紙猴》故事中，因為跟蹤青幫司庫于亭文，被白奇偉打成重傷，傷癒後離開衛斯理的公司，自己開了一家偵探事務所，後來成為世界著名私家偵探，專注於尋找失蹤人口，有時也幫闊太太們查探丈夫有沒有出軌。他在很多衛斯理的故事中出現，堪稱黃金配角，專門給衛斯理提供偵探服務。在《鬼子》故事認識旅行社女職員唐婉兒，後來二人結為夫妻。《大廈》故事中，一度被一台電梯送到四度空間。後期他和科學怪傑戈壁沙漠合作，得到獨有的先進儀器幫助，使他的偵探社業務突飛猛進，超越同行。外界稱他做郭大偵探，衛斯理則一直稱他小郭。

### 亮聲
外星人，首次出現於《算帳》，衛斯理的朋友，也是一位於勒曼醫院工作的研究人員，專門研究地球的各種生命，並以研究人類為主。亮聲並非其真名，只是衛斯理按其名字的意義—聲音響亮為名。另外，亮聲雖然為外星人，但每次出現時外貌均為人類。這是由於他的靈魂離開了身體，進入了地球人的體內。亮聲在後期的作品中，地位日益重要，地位猶如以中國近代史為背景的故事中的鐵大將軍，身為故事的解謎者，在講述披著人皮的外星人《移魂怪物》中擔當解謎者的角色。至《只限老友》時，更多次向衛斯理提供陰星人一、二、三、四號來到地球的歷史，與四人之間的關係，是故事的核心人物之一。

### 戈壁、沙漠
戈壁、沙漠為兩位天才科學家與發明家，二人沒有血緣關係，但由於二人志趣相投，故此關係極為友好，於衛斯理系列中，二人從未單獨行事。同時，二人住在一起，其居所實質上為他們的研究所，擁有各種最先進的儀器。據衛斯理表示，二人的科學水平之高，擁有「天工第一級」的封號，名列全球第二，僅次於天工大王，他們在未有手提電話時，就發明了微形手機，又曾發明個人飛行器、微形流動傳真機。除此以外，二人更為微軟的幕後功臣。由於二人出眾的科學水平，衛斯理亦不時找來二人協助，如在《錯手》中，哈山被困在一個無法打開的鐵櫃時，衛斯理和白素就找來了他們，最終成功救出哈山。在感情上，二人分別暗戀良辰美景。然而，此戀情最終未能開花結果。

### 良辰、美景
良辰、美景為明末流寇李自成骨幹—金蛇王袁承志的後裔，本身一直穩居於菲律賓南部某小島的山頂之中。後來，其領袖李規範宣佈放棄隱居的祖訓，良辰、美景因而到瑞士求學，並成為了衛斯理、溫寶裕等人的朋友，加上二人輕功了得。因此，她們不時與此衛斯理的探險行動，如在《爆炸》中，二人就與衛斯理、白素等人研究「獨裁政體」研究所爆炸之謎。只是因為知識水平有限(身為配角的宿命)通常都是無功而返，最後還是得由衛斯理(和白素)出馬調查出真相。與溫寶裕及胡說因年齡相近頗為要好。
由於良辰、美景為雙生兒，故此行動以致說話、思想也完全同步，二人可以每人說半句說話後由另一人接力。在性格上，二人均為樂觀的少女，每次出場都帶著微笑，故討得衛斯理與白素的歡心。在《招魂》中，衛斯理就表示二人深得白素的疼愛。至於在感情上，發明家戈壁沙漠暗戀二人，然而她們均對這對發明家沒有動心。在《一半一半》中曾經想動用財神寶庫的錢財。
另外，小說中提到良辰、美景亦不知道誰是姐姐，因二人出生時，為她們接生的老婆婆「老眼昏花」，無法分辨二人。

### 胡說
胡說(悅)是衛斯理和溫寶裕等人的好友，為一位年青的昆蟲學家，於一博物館工作。他名字的「說」唸作「悅」，出自論語「有朋自遠方來，不亦說(悅)乎」，雖然如此，但他的名字不時成為被開玩笑的對象，如在《廢墟》中，溫寶裕就譏笑胡說字「八道」。事實上，胡說字「習之」。在衛斯理系列中，胡說的第一位朋友為溫寶裕。在性格上，胡說較為務實，往往較少說話，多做事，卻不時言出驚人，如在《招魂》中，他認為衛斯理手中的明代寶劍是殺人的武器，故此不應列入文明之中。不過，隨著他與溫寶裕多次接觸後，衛斯理認為他沾染了溫寶裕講話故意誇張的性格，在《密碼》二人因調查怪蛹的起源而成為好友。

### 白老大
白老大是白素和白奇偉的父親，衛斯理的岳父；喜歡暱稱衛斯理為「小衛」，妻子是陳月蘭。
白老大在衛斯理故事中可說是一張鬼牌，角色功能是提供衛斯理過去江湖上事蹟諮詢及人脈上奧援，也是當今江湖道義的仲裁者，在《天外金球》故事中最後以青幫老大的霸氣，屈折了中共特務錢萬人的銳氣，讓他不敢再登門尋仇，在《活俑》故事中則介紹了同年的卓長根給衛斯理認識，在《電王》故事中則成了身世不明年輕人文依來的監護人，在《古聲》中則提供舊金山唐人街幫會堂口和幫會切口(隱語)的諮詢。白老大是青幫最後一任老大，乃是個厲害人物，十二歲就與好友哈山於上海闖江湖，打得一對二十歲的小混混重傷(事詳錯手)。他也是好幾個國家的留學生，有多個博士銜頭，出過好幾本詩集及一本自傳，更曾充任過一個大交響樂的第一小提琴手。在金盤洗手後一直都住在法國南部一個他自資的葡萄園，研究釀酒速成法，但至今仍沒有成果。白老大隱居多年，手腕上戴一只火紅的瑪瑙玉鐲，又因行事作風隱密，經常神龍見首不見尾，外號『白龍』。由於白老大為一位了不起的江湖老大，因而行為自大狂傲，例如他的名卡中只有他的姓氏，背景為藍色，喻意自己在天地之間「唯我一白」。白老大曾有意撰寫回憶錄，但至今尚未出版。
| 飾演白老大的男星 | 年份   | 影視作品                  | 簡介                                          |
| 曾永強           | 1984年 | 香港電台廣播劇            | 衛斯理廣播劇                                  |
| 盧雄             | 1987年 | 香港商業電台廣播劇        | 衛斯理廣播劇                                  |
| 曾江             | 1998年 | 新加坡電視台電視劇        | 衛斯理傳奇（The Legend of Wisely）            |
| 高 雄            | 2003年 | 香港無綫電視（TVB）電視劇 | 衛斯理（2003年無綫電視劇集）（The 'W' Files） |
| 陳鴻烈           | 2003年 | 大陸湖北電視台電視劇      | 少年王衛斯理/冒險王（Adventure Of Wisley）    |
| 任達華           | 2018年 | 網絡劇                    | 冒險王衛斯理                                  |

### 衛紅綾
衛紅綾，《衛斯理系列》主角衛斯理和白素的獨女。
衛紅綾約生於1967年，力大無窮，面上有疤痕，野人一名，愛發問。後來得到成為了外星人的外婆陳月蘭幫助，直接把大量科學知識輸入腦中，使她成為可能是地球上擁有最高科學知識的人。
稚年時便被白素之母陳月蘭奪走，在苗疆生活，（「紅綾」在苗語之中意思為野人），直至她22歲時父母在苗疆探險時，才與她相認。在《禍根》一書中被穆秀珍認作乾女兒。

### 藍絲
藍絲，全名何藍絲，《衛斯理系列》角色，是衛斯理妻子白素的表妹之一。第一次在《鬼混》出場。
藍絲估計出生於1970年代初，地點在中國雲南的苗疆，父親為何先達，母親為陳月梅，陳月梅本為韓夫人，何先達是韓家手下，隨陳月梅入苗疆，陳月梅被其強暴生下了藍絲。
在《拚命》一書中，道出了她有十二個養父母的。十二個養父母為天官門-第二代十二天官。老大是個矮老頭，說的是「布努」。
在《鬼混》一書中，對溫寶裕一見鍾情，其後發展成情侶關係。
藍絲精通降頭術，師父為猜王，在故事中經常在需要降頭術時出場。

### 猜王
在《鬼混》一書中登場的降頭師，以泰國王室御用降頭師的身份協助衛斯理等人。在降頭師界是巴枯大師那邊的人。也是藍絲的師傅。在《鬼混》故事中是降頭師史奈的敵手。
在《病毒》中，猜王自願割下自己的頭給泰國公主做研究。只為證明自己是沒有感染『極權病毒』的正常人。結果引發一場風波。

## 次要角色

### 白奇偉
白素唯一的的哥哥，在《紙猴》故事中登場，小時候因白老大不肯說出他母親失蹤的秘密，行事變得任性乖張，性格變得愛耍狠(《探險》《繼續探險》)。本身為青幫少主的他和衛斯理兩人在《紙猴》故事中不打不相識，兩人為爭奪青幫的司庫于廷文當年寫在二十五塊鋼板上的藏寶圖，以及于廷文當年前往南方，隱藏在菲律賓泰肖爾島上的七幫十八會寶藏，展開一場龍爭虎鬥。
他的專業是水利工程師，於水利工程界有極崇高地位，在世界各地參加了不少大規模的水利工程建設。在《極刑》故事中，他因負責在南美洲建造水壩，結識了掌管鬼哭神號瀑布的女神(事實上是外星人)，兩人譜出一段似有若無的戀情。
在《沉船》中，作者將其名字寫為白勇，後來再版時於序言裡解釋只是寫作此書時忘記了白奇偉的名字，又言不打算改正了，「姓白名勇字奇偉，有何不可?」，只是後來的作品裡也鮮少再見白勇此名字，一般仍是直接寫白奇偉。

### 胡明
胡明是衛斯理在埃及開羅的好友，在大學裡專攻考古學，於《支離人》故事中登場，是古代木乃伊的發掘人，支離人鄧石為搶奪棺槨中的金屬片，委託特務出手，以神經性毒氣，將現場六名學者弄昏迷，衛斯理因好友被神經性毒氣弄成白癡，因而前往古埃及大祭師墳墓中尋求解藥，後被衛斯理以支離人鄧石留下的積體電路電腦放出分解光復原，恢復正常。《盜墓》故事中，則以配角身分提供衛斯理在埃及的協助。作為考古學家的他，熱愛其工作，衛斯理曾笑言若要他從美女和木乃伊作出選擇，他會毫不猶豫的撲到木乃伊身上。雖然如此，他最終與一位名為田青絲的學者熱戀。

### 老蔡
老蔡本名蔡志崇(出自《古聲》舊版)，為衛斯理家中的老僕，在小說的早期已經出現，是用來襯托主角衛斯理的角色，也是故事中的黃金配角。老蔡是衛斯理關係匪淺的家人，形容衛斯理是從小看到大的少爺。在《眼睛》故事中，因姪兒蔡根富在非洲犯下礦坑殺人事件，要求衛斯理設法前往營救。於《衛斯理回憶錄》中表示，老蔡早在衛斯理兒時已在他江南故居工作，隨後在五十年代後期偷渡到香港，並繼續為衛斯理家族服務。就故事寫作手法來看，衛斯理家中出現老僕人，除了表示主角衛斯理很有錢，原本出身是世家大族的闊少爺，對窮人有同情心以外，還有利用主僕對話，來開展故事的功能。從衛斯理系列中可知老蔡的文化水平甚低，如在《本性難移》中，他曾說出粗言來比喻停水帶來的麻煩。同時，衛斯理表示老蔡雖為下人，但對來客態度極差，故衛斯理戲言他的眼睛是長在頭上。至《改變》時，年邁的老蔡獲盜墓專家齊白在故鄉尋得風水墓穴，作死後安葬自己之用，並打算隨時向衛斯理與白素請辭回鄉，最後在《死去活來》時返回故鄉安老。

### 陶啟泉
衛斯理故事中的亞洲超級富豪，在《風水》故事中登場，委託衛斯理回家鄉取出先人骨殖，以免風水轉了，拖累他的企業王國。在《木炭》故事中，曾借兩百萬美金給衛斯理買一塊木炭。在《後備》故事中，為了花錢買命，不惜花費家產的四分之一，向瑞士勒曼醫院購買醫療服務，以血液細胞製造複製人，藉以活摘器官進行心臟移植，衛斯理前往瑞士勒曼醫院調查的時候，被麻醉針劑催眠，醒來時手術已經結束了。陶啟泉手術醒來後。還向衛斯理炫耀『誰說錢不能買命』。之後經常在衛斯理故事中出場，角色功能是提供金援，雖然超級有錢，然而高處不勝寒，衛斯理可以說是他唯一的朋友，他有兩個養女，分別是女巫之王瑪仙及降頭術女王藍絲。在《算賬》故事中，陶啟泉見了特務出身的水葒，對她一見鍾情，兩人之後打得火熱。衛斯理曾用「小妖精」及「暹邏連體人」形容陶啟泉與水葒的肉麻動作。

### 納爾遜
衛斯理的好友，在《鑽石花》故事中登場的國際警察幹部，有一雙鐵灰色的眼珠，代表他是意志堅定的人。調查義大利黑手黨火併現場。現場的機槍上居然出現了衛斯理的指紋，納爾遜藉此要求其合作，協助國際警察，調查義大利黑手黨。在《妖火》故事中，是國際警察幹員霍華德的上司，霍華德被神祕毒針殺死後，繼續在電話中遙控並支援衛斯理的調查行動，年紀比衛斯理大十來歲，有點像是衛斯理的父執輩，負責擔當衛斯理行動時的後援角色，有兩個兒子，皮福(農業氣候改造及蝗蟲防治專家)和《命運》中登場的中情局要員小納爾遜(Nelson Jr.)，在《藍血人》故事中，為了調查土星人方天，與衛斯理一起行動，潛入日本月神會的總部。故事最後，卻被土星怪物『獲壳依毒間』，侵入腦部而死。

### G領事
東南亞某國外交集團的領事，衛斯理的朋友，曾在《鑽石花》故事中出現，並贈了一把象牙手槍給衛斯理。在《蜂雲》故事中因衛斯理的拜託，欲釋放陳天遠教授，違反組織規定，被手下殷嘉莉逼迫服毒自殺。推測現實原型為蘇聯最後一任領導人戈爾巴喬夫，雖原文為小說，但在明窗主辦社在2018年開始出版的《衛斯理系列少年版》系列中，G領事頭頂上有和戈爾巴喬夫相同的胎記。

### 張堅
在《地心洪爐》故事中登場的南極探險家。是衛斯理的好友。雖是書生型的人，卻有著根性和毅力。他和衛斯理所駕駛的小飛機在南極上空，被磁力吸上天空，到達腦波能操縱小機器人的傑弗生所操縱的空中平台。因為張堅失蹤，南極探險基地的史考特隊長拘捕了衛斯理，以為他謀殺了張堅。後來與衛斯理一起，對抗意外獲得外星人的遺產，操縱地心岩漿機器的狂人傑弗生。張堅的弟弟張強乃梁若水醫生的同事，張強後來不幸死在東京。《犀照》故事由張堅從南極寄三塊冰予胡懷玉開始，這三塊冰後來起了變化，胡懷玉於是聯絡衛斯理。再加上溫寶裕的出現, 與衛斯理一齊前往南極會合張堅展開南極之旅, 在冰崖發現大量形狀古怪的生物。
是《茫點》中死去的精神病醫生張強的哥哥。

### 傑克上校
香港警隊秘密工作室的負責人，於《透明光》中首次出場，當時他只是一個少校，在《蜂雲》升為中校，並在《支離人》升為上校。在《鬼子》一書，曾透露他於二戰期間曾在集中營受日本人的毆打，估計他曾参与太平洋戰爭（很有機會包括香港保衛戰）。傑克上校和衛斯理是一對歡喜冤家，只要傑克上校贊同的事情，衛斯理一定會反對。在衛斯理多次遇上怪異事件時，傑克上校大多會出現，其身份不僅是官方對神祕事件的調查者，也擔當與衛斯理對話讓劇情開展的角色。然而很多時候，雙方均十分固執，結果不歡而散。在《新年》中，因為一樁意外，發現在流浪漢王其英身上，有一批來路不明，卻價值連城的珠寶(後來證明是外星人給他的)。經手調查這個案件的傑克上校，負責保管這批鎖在警署保管箱中的珠寶，意外激起他的貪念，然而這批珠寶卻被他的部下宋警官監守自盜，將這批珠寶帶走了，傑克上校被擺了一道，非常不甘心。當他來到衛斯理住處時，才道出他內心後悔沒有取走珠寶，反而被人捷足先登。然後奪門而出，不知所終。衛斯理認為傑克上校是被年獸吞了，也就是他自己內心的貪婪慾念所吞噬。後來其職位被黃堂頂替。
在1973年編寫的《新年》的結局中，衛斯理曾表示「傑克上校的失蹤......成了個諱莫如深的謎，以後，我再也沒有見過他」，但其後在1979年編寫的《玩具》中，傑克上校卻忽然出現了一次。被认为是作者编写时的疑团。
盧雄在1987年香港商業電台廣播劇《衛斯理廣播劇》中饰演过该角色。

### 齊白
在《盜墓》故事中登場，世上僅有的三個盜墓高手之一(另外兩個分別是業餘盜墓人單思和盜墓人之王「病毒」)，他是天生盜墓人，血統不明的混血兒，齊白(CIBE)是他為自己取的姓名，以四大古國(中國，印度，巴比倫，埃及)的第一個字母拼成，是劫富濟貧的現代怪盜紳士，在各地都有忠心的部下為他做事，在某國太空總署基地外面他躲藏的洞窟裡，衛斯理也吃過他的苦頭，被當成貨物放在木箱裡運回來。在《異寶》故事中，他用探驪得珠法，自秦始皇墓中，得到一件異寶，具有巨大磁力，後來證明是外星人的通訊儀器上的零件。自病毒及單思去世後，他是碩果僅存的盜墓專家。他會把文物留在古墓之中，加以歸類及考証，並修葺古墓，使藏在古墓之中的古物，得到了最妥善的保存。後來他和陰間使者李宣宣相戀，更接受了陰間主人的改造，進入新的生命形態，可以說是成為冥仙。

### 梁若水
首次出現於《茫點》故事中，是一位年輕貌美的精神科女醫師，衛斯理形容她美的有點離塵味道。工作於第三弱智療養院的她是一流心理醫生，對於衛斯理提及靈魂等的假設亦一一接受。由於她對心理學有高深的學問，故衛斯理不時找來她加以協助，在《犀照》故事中，收治精神耗弱以為自己被史前生物胚胎入侵腦部的水產研究所負責人胡懷玉，在其他故事中也有登場，可以說是萬用配角，如在《水晶宮》中，衛斯理為證實自稱於海底見到成吉思汗皇陵的阿水並非精神病人時，那時正好接手阿水的精神科醫生正是梁若水，她也認同衛斯理所言，因此加入了整件事情的分析。在感情上，梁若水醫生於茫點故事中，與醫院同事張強為一對情侶，然而自張強於日本意外身亡後，再沒結識其他男友，臉上亦更冷若冰霜。

### 陳長青
在《木炭》(黑靈魂)故事中登場，是好管閒事的人，衛斯理的好友。早年因父母雙亡，繼承一座大屋子，嗜好稀奇古怪的事。在《木炭》(黑靈魂)故事中看到報上古怪廣告，打電話過去，結果反而惹出一身麻煩。稀奇古怪的本事很多，能夠藉由聲音的波形看出聲音，並因此與靈魂展開問答，是《木炭》(黑靈魂)這個故事中的要角。在《追龍》故事中是主要角色，陳長青因為與衛斯理一起去探訪星象家孔振泉。孔振泉和他的弟弟孔振源。認為自己受七星連芒的天象啟示，認為上天透過孔振泉和衛斯理而將責任轉交給他，決定去執行刺殺任務，暗殺某個要人，結果功敗垂成。被捕後還要衛斯理和白素北上去救(保)他出來。在《命運》和《十七年》兩個故事中也有登場，是中期衛斯理故事中的主要配角，因其好奇的性格經常作為帶出故事的角色，把衛斯理帶到怪事面前。在《生死鎖》中。因跟隨天池老人學道後，了悟前生，上山學道，將大房子的三百六十五把鑰匙交給溫寶裕保管後，自己消失了。

### 黃堂
香港警隊秘密工作室的負責人，首次出現於《尋夢》中，頂替原來傑克上校擔任的崗位，性格沉穩，是謀定而後動的人，在許多故事中都有出場，是代表警方調查者的角色，曾被國際刑警公佈為全球二十四位最優秀警察之一，衛斯理故事中只要有都市傳說一定會出現，角色功能是提供警方的調查資料給衛斯理。在《第二種人》故事中，他在馬來西亞沙巴機場追捕逃犯，卻被住在北歐的機師白遼士，以及他的同伴連能開的車子撞斷了腿，對方看到黃堂倒地反而肇事逃逸，黃堂只有隱居在姑媽黃女士家中養傷，他向來探訪的白素說道，自己看到一模一樣的白遼士，然而兩個人相距千里，不可能發生這種事，黃堂卻堅稱自己沒有眼花。在《犀照》故事中，他負責查水產研究所所長胡懷玉突然失蹤案件。在《極刑》故事中，他帶來三十年前的舊照片，證明神祕蠟像館主人米端的蠟像館，是三十年前毀於火災的同一棟建築，進而發現對方有時空轉移的能力，能夠進行時空大挪移。
在《雙程》故事中，黃堂被衛斯理所累，被指私放重犯而遭停職及被起訴。在《洪荒》故事中，被衛斯理得知身世，是金秀四嫂的長子。最後在父親的家鄉印尼隱居。

### 巴圖
一個大國的異種情報處理專家。在《換頭記》和《紅月亮》中，與衛斯理一起對付極權特務和異星怪客。在《謎蹤》中，被上司出賣誤以為進入了圖畫之內，達三年之久。

### 金秀四嫂
本名金秀，四嫂之意不明，是位於鄱陽湖一帶極有地位的江湖中人。她擁有手下數百人，善於游泳，由於對日人的仇恨，她在抗戰期間一直與日軍進行對抗，而且有明顯的成效。首次出現於《新武器》中。手下四位愛將—「四大金剛」：梅蘭菊竹。後來，她金盤洗手，退出江湖。金秀四嫂是黃堂的媽媽。

### 十二天官
一個十分秘密的武林宗派，在《大秘密》和《禍根》兩個故事中登場。神秘得連正式的名字也沒有。一般人提起的時候，多有稱之為“天官門”的。「十二天官」是明末清初組成的組織，由十二人組成，各成員均在十二個不同的時辰出生，並要為十二個不同的生肖，而且樣貌要和其生肖相似，如屬羊的要有山羊鬍子，且十二人的命名均出自《爾雅》。在江湖上，「十二天官」由於武功高強，因此地位崇高。在講述中國近代史的《大秘密》和《禍根》兩個故事中，為了阻止領袖荼毒生靈，展開奪權計畫，到後來「十二天官」的龍天官奪權失敗，與其他的十一人為了消災避禍，唯有躲到廣西的藍家峒(他們以為鐵大將軍將一切都告訴了「領袖」)。降頭師女王藍絲的乾爹(十二個人都是)。

### 雷九天
在《宇宙殺手》《大秘密》故事中登場的江湖中人，與白老大相提並論，有「北白南雷」的號稱。他一直協助鐵大將軍(鐵旦)進行任務，這也使他明白到「領袖」所指要留意的人是「十二天官」，也同時由於他的過度緊張，使鐵蛋被「十二天官」被俘虜。在原振俠故事《宇宙殺手》最後，與專吃靈魂的外星生物-宇宙殺手，以自己被附身的方式同歸於盡。

### 鐵旦
原型為中共開國元勳羅瑞卿，在講述中國近代史的《大秘密》和《禍根》兩個故事中都有登場，是故事中的主要人物。人稱鐵大將軍，因政治鬥爭失勢，隱居在德國萊茵河畔的一個小鎮。在政治幻想小說《謎蹤》中登場，作為故事的解謎者。在講述年羹堯的必勝石的《豪賭》故事中也有登場，作為故事的解謎者。在政爭中失勢。兩腿因跳樓折斷不良於行(羅瑞卿事件)。雖然坐在輪椅上。仍然嘲弄衛斯理是妄想症患者。衛斯理形容他笑得十分可惡。《少年衛斯理》中他是衛斯理的小學同學，也是生死之交。在《大秘密》中，是古怪的德國醫生鐵天音之父。在未曾失勢以前旗下有培育十二名女特務（故事中出場的有九名）黃蟬與海棠是其中之一。

### 第二十九組宇航員
一共有四個陰星人。負責帶同餘下的思想儀，追捕盜走思想儀核心部件的陰星人「天神」，而來到地球。但他們遇上大磁暴，宇宙飛船於中國關中平原上空距約一千公尺處解體，思想儀亦受了嚴重的損毀，散落在不同地方。在思想儀散失後，無人再能利用思想儀探測高級生物的思想。追捕「天神」的四名宇航員中，其中一人為了追求自由及享受獨自生活的樂趣，叛離另外三個人。衛斯理稱那三個人為一、二及三號，而叛離的則稱為四號。一、二及三號繼續追尋四號，同時又要逃避其他陰星人的的追尋；他們更憑思想儀組件創立陰間，成為陰間主人，但目的不明，可能是繼續陰星原先計劃對地球人靈魂的研究。四號則在《少年衛斯理》初次出現，當時被衛斯理稱為天兵天將，為了找回鬼竹，他要求衛斯理協助尋找他少年時的師父王天兵。

### 陰差
陰間使者，白老大的結義兄弟，為人好色。偷去陰間三寶：許願寶鏡、催命環及其盒到陽世，殺害曹金福祖父一家數十人。

### 李宣宣
在《從陰間來》登場的陰間使者。負責追尋陰間三寶。原本以為她是殺害曹金福祖父一家數十人的兇手。後來得知另有其人。與王大同結婚是為了掩護自身身份。後來她與齊白相戀，齊白亦因而被陰間主人改造。

### 狄可
陰星人。負責追捕第二十九組宇航員一、二、三、四號。在《將來》故事中登場的陰星人。

### 衛七
在《轉世暗號》中登場。本名不詳。因為在衛氏家族排行第七，所以人稱衛七，他是衛斯理少年時最尊敬的人之一。他行蹤神秘，通常隔多年才會回家一次，回家的時候，總會帶一些奇怪的東西回來。這些記載在《少年衛斯理》中都有。在《轉世暗號》中，曾記述過他在衛斯理童年時，把二活佛轉世的物品帶回家中，放在大殿橫梁上。七天後便離開了。在此之前，他在不丹錫金剛渡一個霧氣繚繞的森林中，受託把能夠證明二活佛轉世的三樣物品（手掌，銅鈴，花）收好，並轉交給有緣人衛斯理和白素。在《暗號之二》中，衛斯理在黃蟬帶來的錄像中得知衛七在離開穆家莊多年後，曾潛入軍方的秘密庫，去偷取被軍方收起的證明二活佛轉世物品。在《轉世暗號》中，衛斯理得知衛七在離開後，在渡船上把裝有證明二活佛轉世物品（手掌，銅鈴，花）的盒子棄進河裏（盒子是防水的），還在船上遇到神秘女子所託要照顧她的女嬰，然後她便跳進河裡去。衛七後來把女嬰託給穆家莊莊主照顧，並取名為穆秀珍（東方三俠之一）。後來為了追查神秘女子下落，便把自己的頭骨打碎來易容，並加入了共產黨，在戰爭中連連取勝，成為十大元帥之一（原型為賀龍）。

### 曹金福
在《陰差陽錯》中初登場，與衛斯理在古酒大會認識，他自述是湖北天河口人，武術造詣極高，性格率直純樸，為人穩重細心及十分傳統，大智若愚。他和紅綾非常熟稔，一見如故。他的姐姐是在原振俠系列中出現過的曹銀雪。他們的師父是和白老大齊名的雷九天。他有一段血海深仇，祖父全家被殺，只剩下他父親一人。他深受父親影響，自覺一生是為報仇而生，後來得到衛斯理的幫助，解決了「血海深仇」。
在原振俠故事《無間地獄》中亦有登場(依倪匡作品創作時序，《無間地獄》早於《陰差陽錯》)，後來才逐漸成為衛斯理系列的重要配角。《無間地獄》中提到曹金福是一個大個子，身高2.12公尺，矯健如虎、靈活如豹。他有一張長方形的臉，濃眉，膚色黝黑，他張開的手，每根手指，都有兒臂粗。原振俠第一次聽到「曹金福」這個名字之際並沒有甚麼特別的聯想。後來，才知道曹金福和他相熟的一個朋友(指衛斯理)，大有淵源。

### 溫宋氏
溫寶裕母親，溫家的三少奶，本姓宋，小說中並沒有提及她本名。負責打理溫家世襲的中藥店。性格大驚小怪，與兒子不同，缺乏想像力，對怪事亦毫無接受能力。
她初次出現時，身形只是略胖，衛斯理還形容她為美麗的女士，但後來體重增加至超過一百五十公斤。她的哭叫聲非常驚人，連衛斯理也要退避三舍。另一方面，溫宋氏極愛錫溫寶裕，而溫寶裕亦十分孝順母親。溫寶裕每次出事，宋氏都會怪罪衛斯理及以歪理要求衛斯理幫忙。作為小商人之妻，對大商人或有錢人相當崇拜，衛斯理認為她有崇拜權貴的基因。

### 黃蟬
在《還陽》故事中以配角身分登場。自稱奇事研究會的研究員。事實上是中共特務組織十二朵花的成員其中之一。她的名字是某一種花的名稱。這個名字暗示她是一個企圖心薄如蟬翼不明顯。卻一步步達成其目的。是一個富有野心的狠角色。在《轉世暗號》中代表中共國家組織與衛斯理展開談判。企圖將尚未轉世的二活佛。以及其《暗號之二》納入麾下。在描寫二戰日軍製造的毒物意外散布在鄱陽湖中的《新武器》中也有登場。是衛斯理故事中表面最無辜事實上最工於心計的角色。

### 秋英
中共特務組織『十二朵花』的成員其中之一。在《暗號之二》中登場。原本是附隨『十二朵花』首領黃蟬的一個貌似無辜的小女孩。原本又聾又啞的她卻是收藏二活佛『轉世暗號』(手掌、銅鈴、花)的秘密庫的主管。故事最後。卻因藏傳佛教的『丹瑪女神』附身，變的耳聰目明。在不丹的剛渡，衛斯理與七叔見面的聖地林中，以丹瑪女神的乩身出現，並參與了二活佛的轉生儀式。她的名字是某一種花(秋海棠)的名稱。

### 雲四風
衛斯理的好友，東方三俠之一穆秀珍的丈夫，擁有一間高科技跨國企業雲氏企業。曾發明一台名為「兄弟姐妹號」的水、陸、空三用交通工具。與其妻在故事中經常作為提供高科技工具或借出高科技實驗室的角色。

### 倫三德(天工大王)
天工大王漢名倫三德，是一位波斯胡人，黑髮，外型有中亞人的輪廓，他精通各國語言，在《開心》故事中，他曾按各工匠的母語寫信給他們。並寫信給衛斯理。要他來西藏的高山中找他。其後，他於北京定居的兩個月間又學會北京語。同時，天工大王為全球排名第一的工匠和發明家，他曾發明一高性能直升機，成功的令直升機克服高風速的環境，令發明家之一的戈壁沙漠與雲四風為之讚嘆。另外，於《開心》故事中，他堅持山有心、腦等器官，故獨自留在山洞內，試圖尋找山的心與內臟。在《洪荒》故事中也有登場。

### 張泰豐
年青有為的警官，在《洪荒》故事中登場，後來頂替原來黃堂擔任的崗位。《本性難移》中成為典希微的男友。

### 廉正風
在《移魂怪物》中登場，來自東瀛的忍者。自稱獨立調查員。不受他人影響。專門調查人間不平之事。個子雖小卻有沖天之志。自認為行俠仗義的大俠。是在《未來身份》故事中登場的法醫廉不負的姪子。自稱獨立調查員。目的是查出人間一切不平之事。衛白二人認為其背後有一個忍者集團。以致使得他看來像是會分身術。認為早已失蹤七年。卻在七年失蹤期限內前幾天回來的萬良生是外星人。認為衛斯理被披著人皮的外星人利用。妻子何艷蓉則是知情不報。目的是為了躲遺產稅。

### 長老
外星人，在《閉關開關》中登場，是降頭術教派天頭派中的神，有接收地球人腦部活動信號的能力，亦有強大影響人類腦部活動的能力，能力較許多外星人高。他曾和六種外星人改造地球時，意外困在大山之內，後知悉地球沒有按照他們的計劃發展，所以覺得有責任改變地球目前的狀況，需要大規模減少地球人的人口，使人類的爭奪行為消失，避免地球趨向滅亡。